# Krispy Kreme
Krispy Kreme Doughnuts, Inc. là công ty thức ăn nhanh chuyên bánh doughnut thành lập năm 1937 tại Winston-Salem, North Carolina, Mỹ. Nhà sáng lập chuỗi cửa hàng này là ông Vernon Rudolph.
Ngày 24 tháng 2 năm 2015, Krispy Kreme khai trương cửa hàng thứ 1000 tại Kansas City, bang Kansas.